# Міжнародна федерація католицьких університетів
Міжнародна федерація католицьких університетів (МФКУ) — це організація, яка об’єднує понад 200 католицьких університетів у всьому світі. Членом організації в Україні є Український католицький університет (УКУ).

## Історія
Заснована у 1924 році Папським указом у 1948 році як Fœderatio Universitatum Catholicarum, він став Міжнародною федерацією католицьких університетів у 1965 році. Федерація бере свій початок у співпраці в 1924 році між Католицьким університетом Сакро Куоре в Мілані та Католицьким університетом Неймегена в Нідерландах. МФКУ сприяє, дослідницьких, партнерських та програм обміну між католицькими освітніми інститутами. Секретаріат знаходиться в Парижі; Католицький інститут Парижа.

## Регіональні групи
МФКУ поділено на кілька регіонів світу:
- Федерація європейських католицьких університетів (ФЄКУ)
- Асоціація католицьких університетів та інститутів Африки та Мадагаскару (АКУІАМ)
- Асоціація католицьких коледжів та університетів Південно-Східної та Східної Азії (ASEACCU)
- Організація католицьких університетів Латинської Америки (ODUCAL)
- Асоціація католицьких коледжів та університетів (АККУ) у Північній Америці
- Рада вищої освіти Ксав'єра в Індії

## Список генеральних секретарів
- Франсуа Мабіл, листопад 2019 р.[6]